# King’s Cross St. Pancras

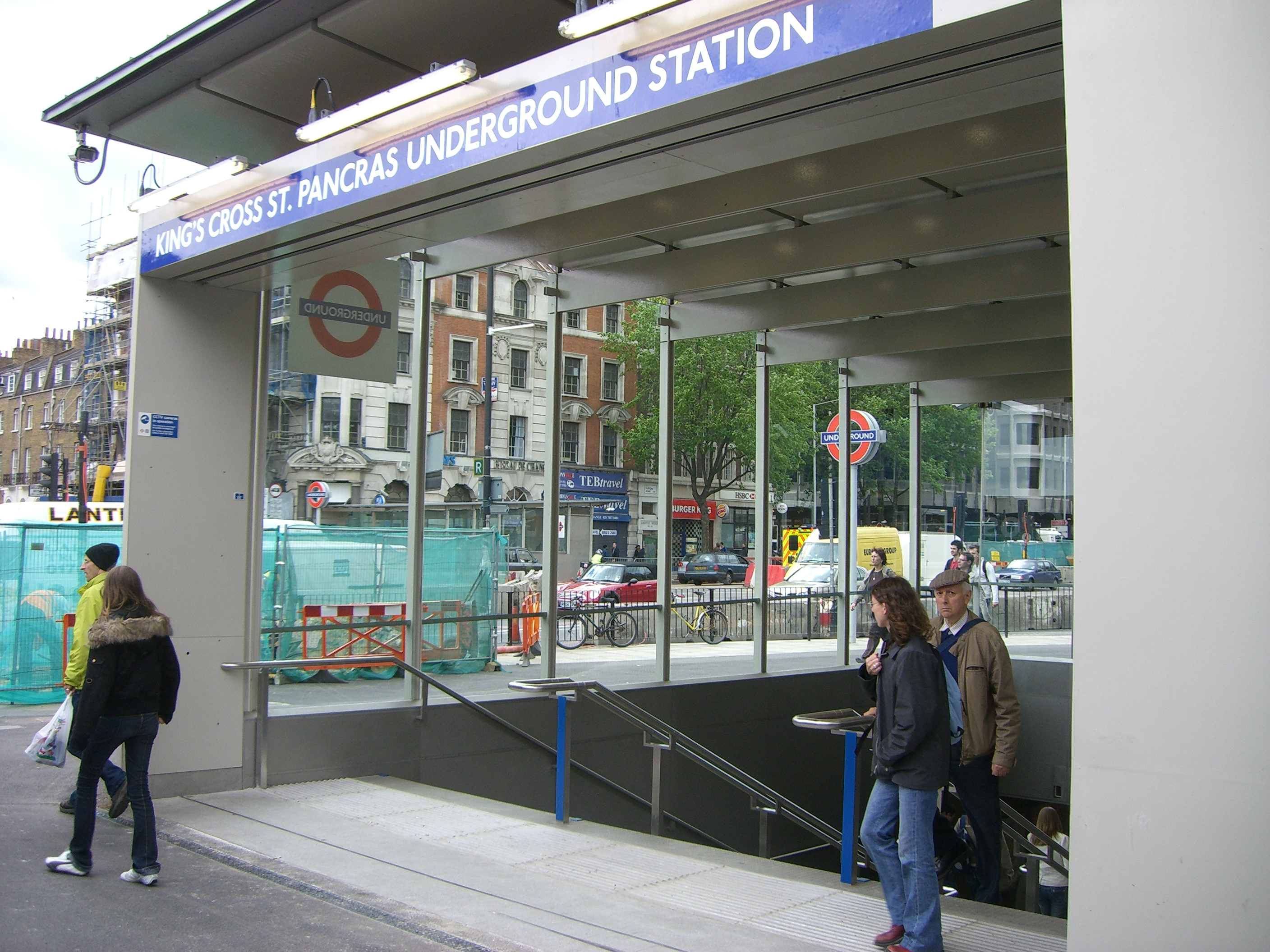
Eingang zur Station

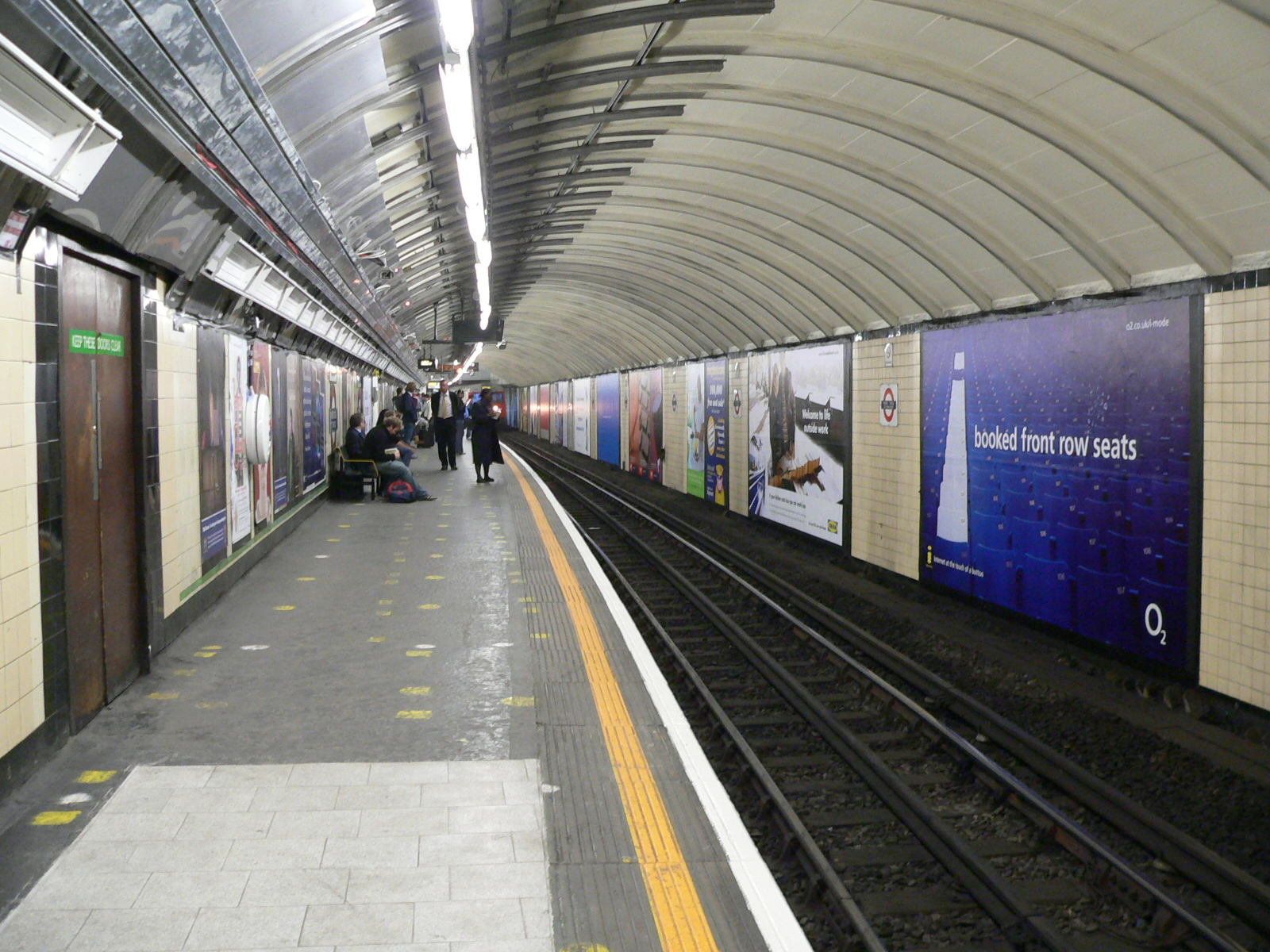
Bahnsteig der Circle, H & C und Metropolitan Line

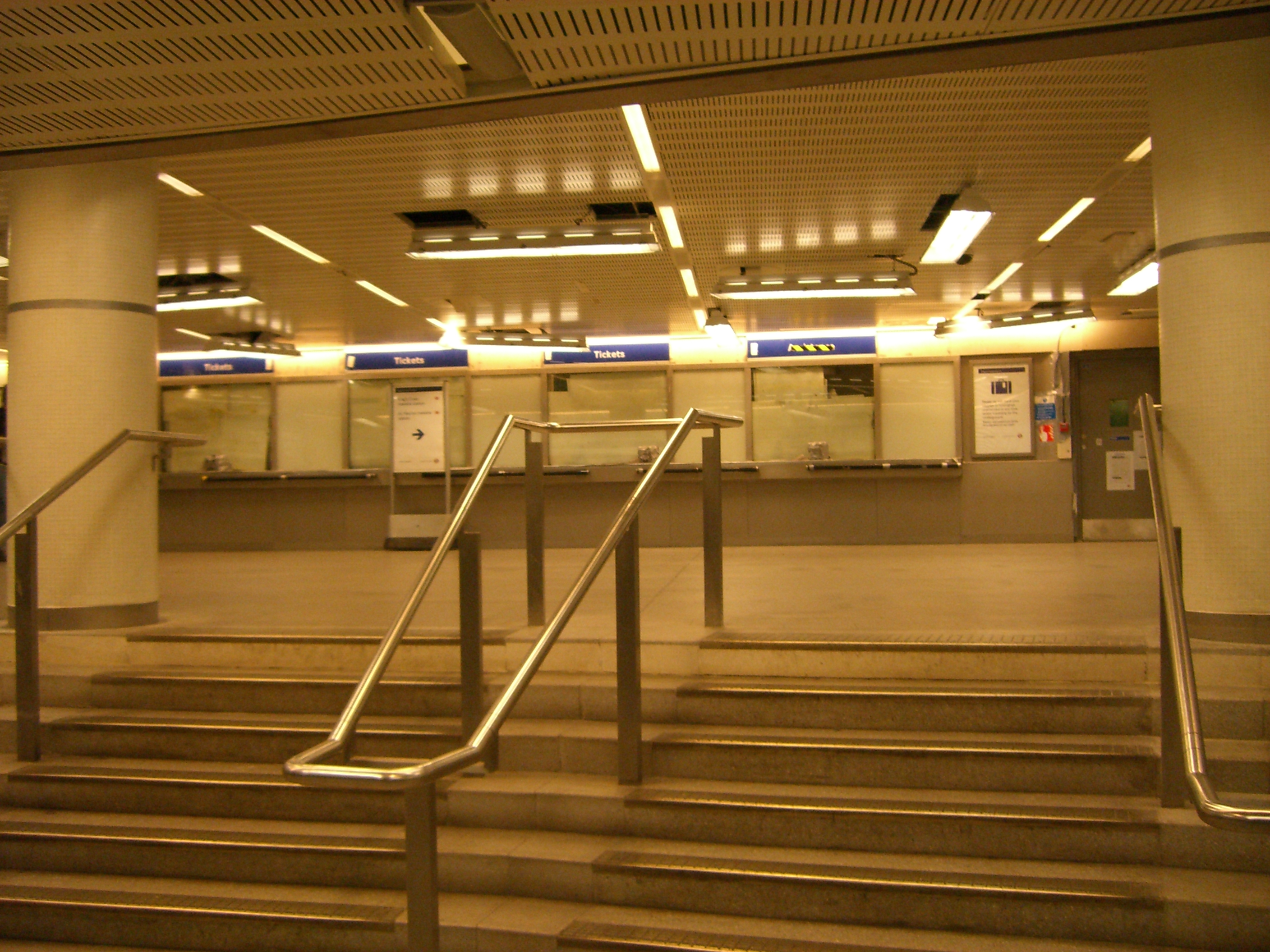
Hauptschalterhalle

King’s Cross St. Pancras ist eine unterirdische Station der London Underground im Stadtbezirk London Borough of Camden. Sie befindet sich unter den Hauptbahnhöfen King’s Cross und St Pancras in der Tarifzone 1. Sie ist die wichtigste Umsteigestation des gesamten Netzes und wird als einzige Station von sechs Linien bedient: Circle Line, Hammersmith & City Line, Metropolitan Line, Northern Line, Piccadilly Line und Victoria Line. Im Jahr 2014 nutzten 91,98 Millionen Fahrgäste die Station, sie lag damit nach Oxford Circus auf Platz 2 der meistgenutzten Stationen.

## Geschichte
Die erste unterirdische Station bei King’s Cross wurde am 10. Januar 1863 als Teil des ersten Abschnitts der Metropolitan Railway (heutige Metropolitan Line) eröffnet, der ältesten U-Bahn der Welt. 1868 und 1926 erfolgten umfangreiche Umbauten. Die alte Station wurde am 9. März 1941 geschlossen, fünf Tage später nahm man 400 Meter weiter westlich einen Neubau in Betrieb. Dadurch konnten die Entfernungen zu den Stationen der übrigen Linien markant verringert werden. Teile der alten Station sind heute in den Bahnhof King’s Cross Thameslink integriert. Der Thameslink-Bahnhof ist allerdings durch eine neue Anlage unter dem Bahnhof St. Pancras ersetzt worden und seit dem 9. Dezember 2007 geschlossen.
Die Great Northern, Piccadilly and Brompton Railway (heutige Piccadilly Line) nahm ihre Station am 15. Dezember 1906 in Betrieb. Die City and South London Railway (heute der City-Ast der Northern Line) folgte am 12. Mai 1907. Die Station der Northern Line war vom 8. August 1922 bis 20. April 1924 geschlossen, da der Tunnel zwecks Kapazitätserhöhung verbreitert werden musste. Die Station der Victoria Line wurde am 1. Dezember 1968 eröffnet.

## Brandkatastrophe von 1987
Am 18. November 1987 kam es zum Brand einer hölzernen Rolltreppe, die von der Bahnsteigebene zur Schalterhalle hinaufführte. Ursache war höchstwahrscheinlich ein brennendes Streichholz, das durch einen Spalt in das Innere der Rolltreppe fiel. Bei dem folgenden Großbrand starben 31 Menschen, 100 weitere wurden verletzt. Bei der Untersuchung des Brandes wurde der Grabeneffekt entdeckt.

## Bombenanschlag 2005
Zwischen den Stationen King’s Cross St. Pancras und Russell Square explodierte am 7. Juli 2005 eine Bombe. In einer koordinierten Aktion zündeten mehrere Selbstmordattentäter Sprengsätze in ihren Rucksäcken. Weitere Bomben explodierten auf der Circle Line bei Aldgate und bei Edgware Road sowie in einem Bus am nahe gelegenen Tavistock Square. Alleine im Piccadilly-Zug starben 28 Menschen. Die Linie wurde am 8. Juli teilweise wiedereröffnet, der zentrale Abschnitt zwischen Hyde Park Corner und Arnos Grove jedoch erst am 4. August.
Im Hinblick auf die Eröffnung der im Bahnhof St. Pancras endenden Schnellfahrstrecke High Speed 1 Ende 2007 wurde der gesamte Stationskomplex umgebaut und erweitert. Man vergrößerte die bestehende Schalterhalle, daneben entstanden zwei weitere Schalterhallen, ebenso wurde der Bahnhofskomplex behindertengerecht umgebaut.